# Bíldudalsvegur
La Bíldudalsvegur (63) è una strada della penisola Vestfirðir in Islanda. Partendo da Patreksfjörður si dirige a nord-est in direzione di Bíldudalur, per poi costeggiare l'Arnarfjörður e ricongiungersi alla Vestfjarðavegur.

## Galleria d'immagini

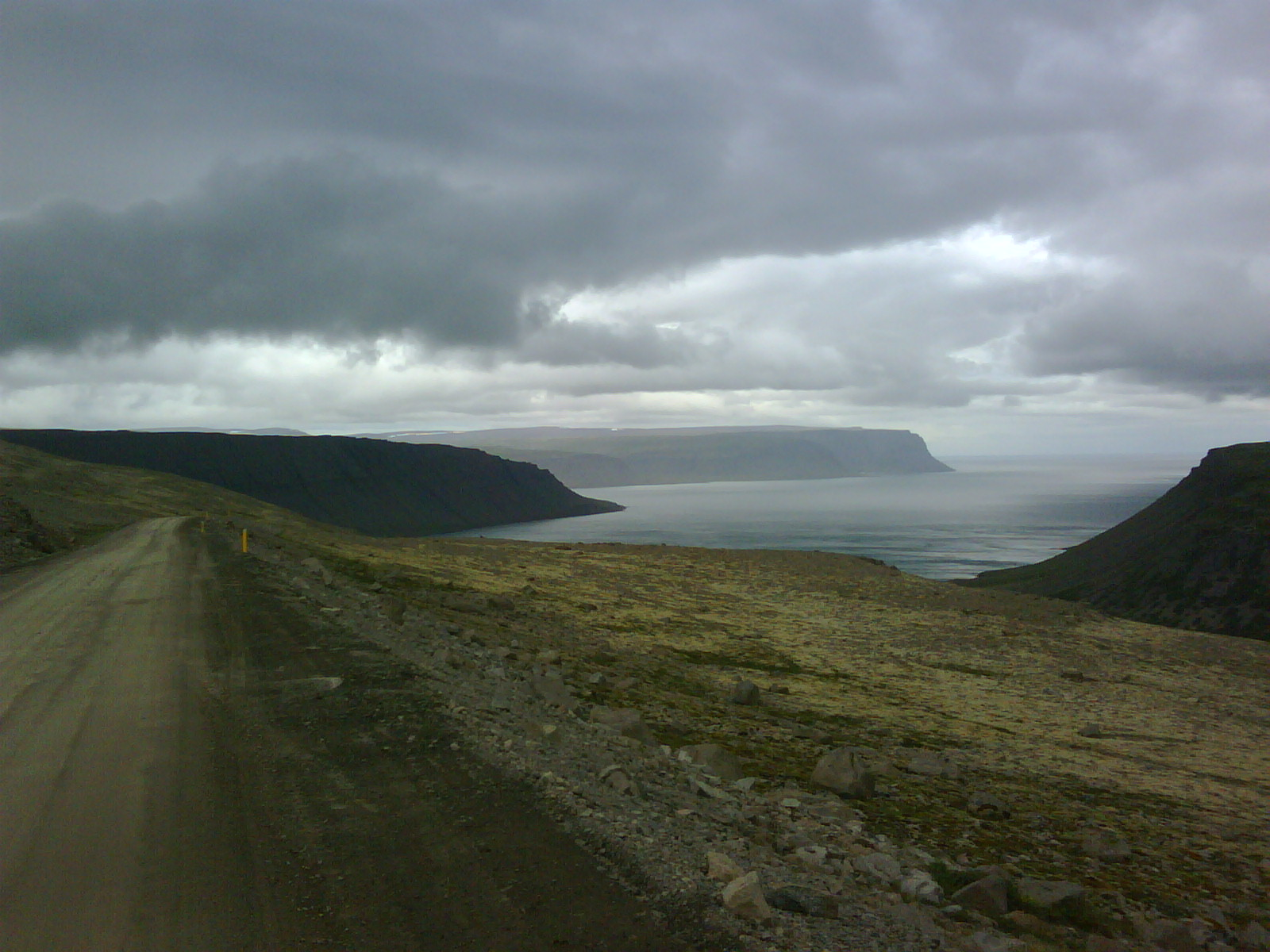
Strada 63
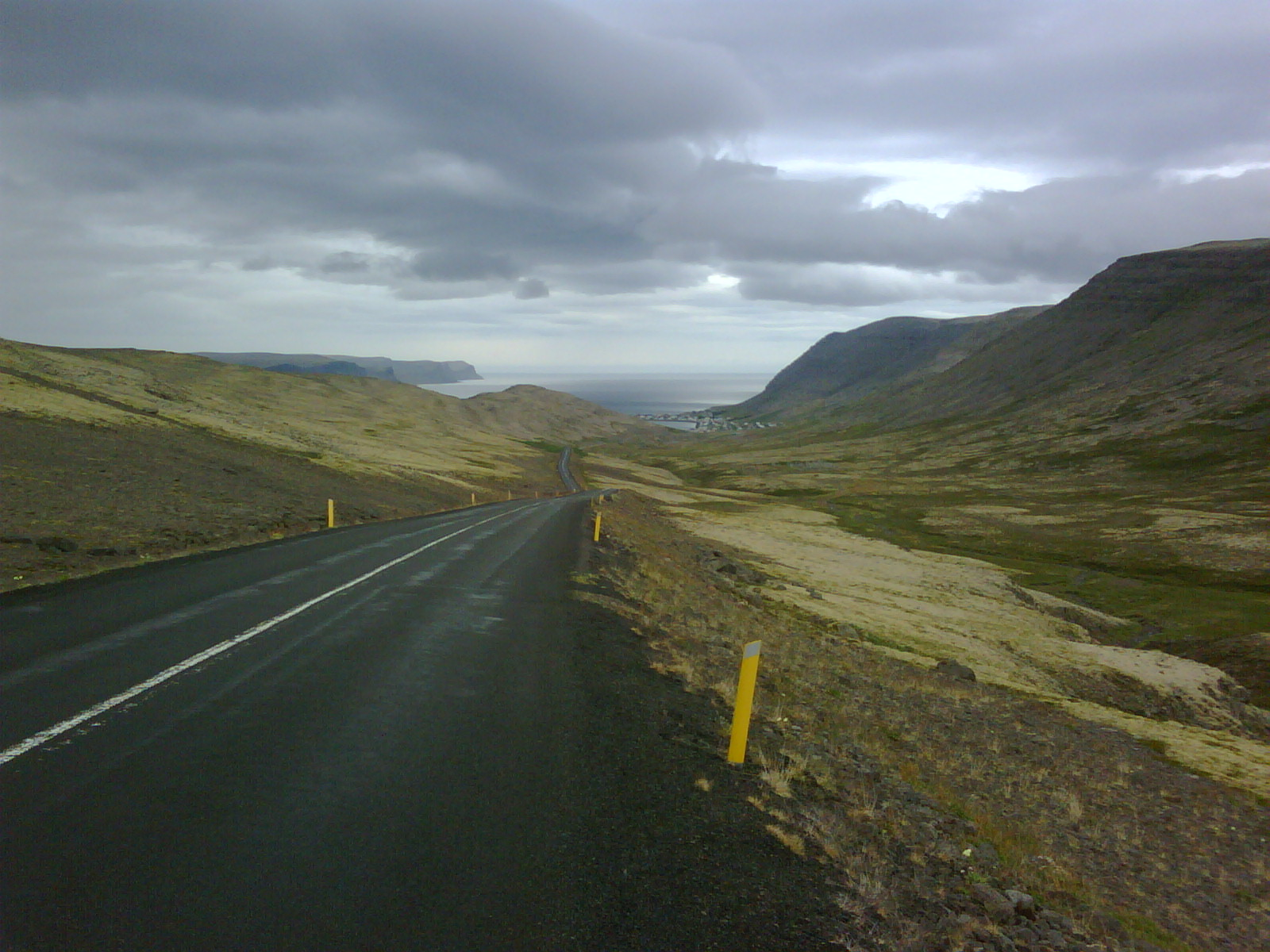
Strada 63
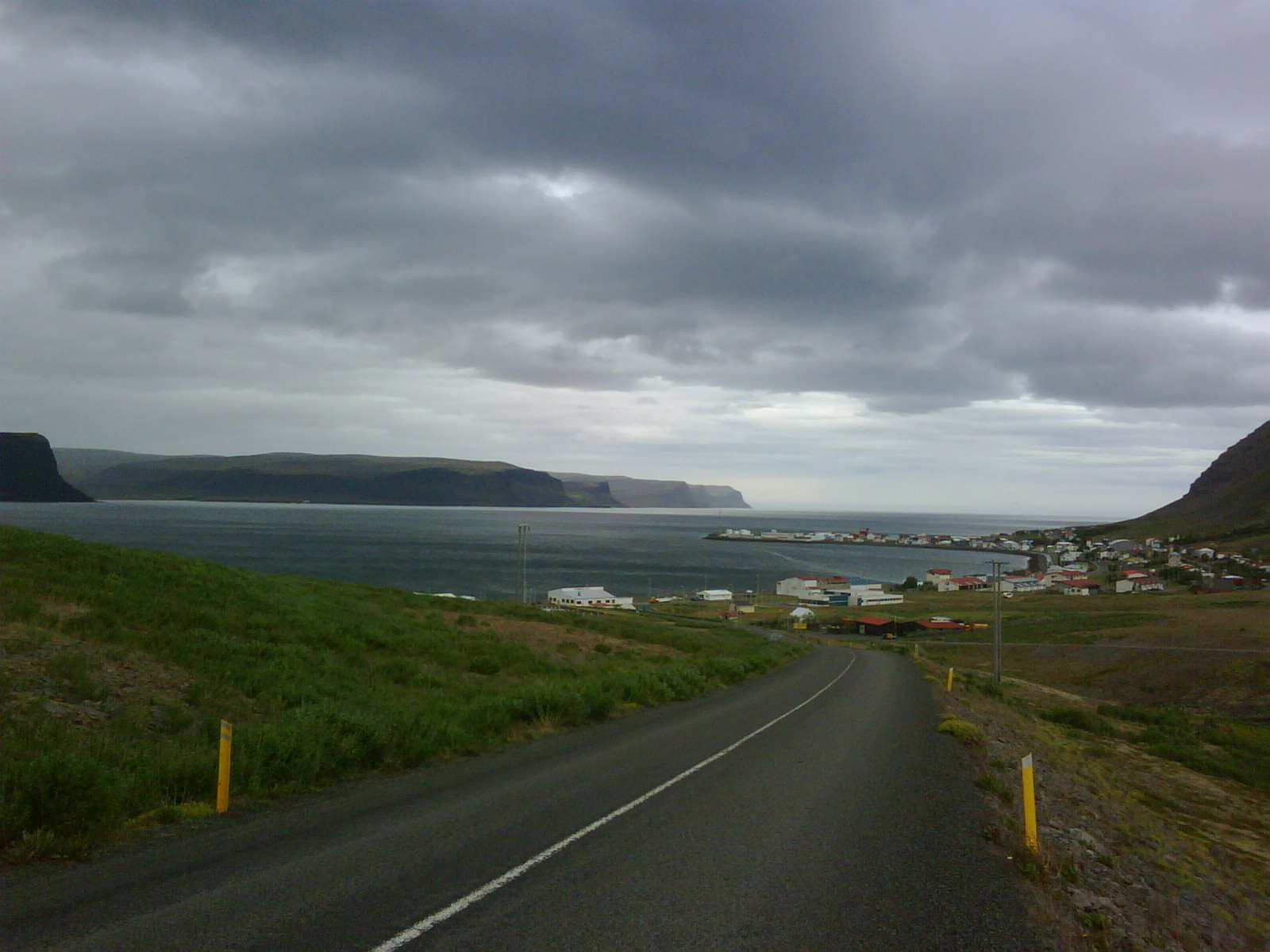
Patreksfjörður